# Lamento de una Gárgola/Luna
Lamento de una Gárgola o Luna, es un sencillo del álbum de Gargolas, Vol. 4: The Best Reggaeton de Álex Gárgolas lanzado en 2003. El sencillo fue número 36 en Tropical Airplay de Billboard.

## Grafico
| 2006                         | Posición |
| ---------------------------- | -------- |
| Tropical Airplay (Billboard) | 36       |

## Grabación
El sencillo fue grabado en octubre de 2002 posterior a Dile de 2003.